# Ben 10-nel kapcsolatos művek
A Ben 10 (ejtsd: Ben Ten) amerikai médiafranchise, amelyet a Man of Action csoport alkotott, és a Cartoon Network Studios készített. Az alaptörténet, hogy egy fiú talál egy karóraszerű eszközt (Omnitrix, később Ultimátrix), amit rácsatol a karjára. Az Omnitrix és az Ultimátrix lehetővé teszik, hogy sokféle idegenné átváltozzon. Az eredeti sorozatot (Ben 10) a Ben 10 és az idegen erők követte. Ezt pedig a Ben 10: Ultimate Alien, amelyet a Ben 10: Omniverzum. A rajzfilmsorozatok sugárzó csatornája mind az Egyesült Államokban, mind Magyarországon a Cartoon Network.

## Sorozatok

### Ben 10
A Ben 10 az eredeti sorozat, melyben a főszereplő, Ben Tennyson 10 éves korában rátalál az Omnitrixre, miközben Gwen Tennyson nevű unokatestvérével és Max Tennyson nevű nagyapjával nyaral. A sorozatban Ben és Gwen 10, Max nagyapa pedig a sorozat elején 59, a végén 60 éves.

### Ben 10 és az idegen erők
A Ben 10 és az idegen erők öt évvel az eredeti sorozat után játszódik. Bennek és Gwennek már a 16 éves Kevin is segít a harcban.

### Ben 10: Ultimate Alien
A Ben 10: Ultimate Alien egy évvel a Ben 10 és az idegen erők után játszódik. Ben és Gwen már 16, Kevin 17 éves. Ben az Omnitrix helyett az Ultimátrixot viseli.

### Ben 10: Omniverzum
A Ben 10: Omniverzum a Ben 10 negyedik sorozata, amelyben Ben már 17 éves. Más a rajzstílusa, mint a többi Ben 10 sorozatnak. Magyarországon 2012. szeptember 26-án mutatták be.

### Ben 10 (2016)
A 2016-os Ben 10 az eredeti, első Ben 10 sorozat rebootja, melyben számos dolgot újragondoltak az alkotók, kezdve az Omnitrix 10 alapidegenjének összeállításával. A főszereplő itt is a 10 éves Ben Tennyson, kuzinja Gwen Tennyson és nagyapjuk Max Tennyson.

## Filmek

### Ben 10: Az Omnitrix titka
A Ben 10: Az Omnitrix titka egy magyar szinkronnal is ellátott mozifilm. Magyarországon a Cartoon Network vetítette le 2008. március 21-én, valamint március 23-án ismételték. A történetben Ben Dr. Animóval folytatott harca során véletlenül beindul az Omnitrix önmegsemmisítő módja, és elkezd visszaszámolni, ezért Ben elindul felkutatni az Omnitrix készítőjét, mert csak ő tudja leállítani.

### Ben 10 Generator Rex: Heroes United
Ez a film az Ben 10 Ultimate alien-hez tartozó film.
Ebben a filmben Ben Tennyson 16 éves,és egy másik sorozat szereplőjével Rex-el a Generator Rex-ből egy csapatként harcolnak hogy megmentsék a napot . 2011 November 25. a Cartoon Networkon jelent meg.
Új idegenek: shocksquach (kiejtve kb. sokszkvacs)

### Ben 10: Harcban az idővel
A Ben 10: Harcban az idővel egy magyar szinkronnal is ellátott élőszereplős mozifilm. A filmben Ben az egykor vízveztekszerelő, de azóta gonosszá vált Eonnal veszi fel a harcot, aki szerkezetével ismét megpróbál alagutat nyitni az ő bolygója és a Föld között, hogy elpusztítsa azt.

### Ben 10: Alien Swarm
A Ben 10: Alien Swarm egy magyar szinkronnal is ellátott élőszereplős mozifilm. Magyarországon a 2009. december 6-i bemutatóján nézettségi rekordot döntött.
A Ben 10: Harcban az idővel folytatása. Egy bemutató előzetest mutattak 2008. október 3-án a Star Wars: A klónok háborúja premierje alatt, és a teljes előzetest a második évad befejező epizódja után mutatták 2009. március 27-én, egy másik előzetest, amiben bemutatták az Óriásszauruszt (Humongousaur) a harmadik évad premierjén mutatták 2009. szeptember 11-én. A filmet 2009. november 25-én sugározták.
Ezt is Alex Winter rendezte, Ryan Kelley volt Ben, Nathan Keyes volt Kevin és Galadriel Stineman volt Gwen. Lee Majorsnak felajánlották, hogy újra ő legyen Max, de ezt visszautasította, és Barry Corbin töltötte be a szerepét. A filmben egy új szereplő is feltűnt, Elena, Ben gyermekkori barátja, akit Alyssa Diaz alakít. A filmben szereplő idegenek: Nagyfagy (Big Chill), Óriásszaurusz (Humongousaur) és Nanomech.

### Ben 10: Le az űrlényekkel!
A Ben 10: Le az űrlényekkel! egy magyar szinkronnal is ellátott számítógép-animációs mozifilm. Ez a film az első olyan Ben 10 film, amely ezzel a technikával készült. Magyar bemutatója 6 nappal az amerikai után, 2012. március 17-én volt.